# Schröterhorn
Als  Schröterhorn wird der Zangenteil am Kopf eines Hirschkäfers bezeichnet. In der Heraldik ist es eine gemeine Figur. Im Wappen ist die Darstellung paarweise und miteinander verbunden. Eine geweihähnliche Figur mit drei bis vier kurzen Spitzen (Enden) kommt diesem Wappenbild näher. Diese Form rechtfertigt dann  in der Mehrzahl die Bezeichnung  Schröterhörner, wie sie auch in der Wappenbeschreibung zu lesen ist. Der Begriff ist aus der alten Bezeichnung für den Käfer abgeleitet. In der alten Literatur wurde der Hirschkäfer als Schröterkäfer bezeichnet.
In den Wappen ist aus der Darstellung selten das Wappenbild eindeutig zu bestimmen. Es gibt die Verwechselung mit dem Seeblatt und dem Ortband. Hohe Ähnlichkeiten dieser drei Wappenfiguren  verführen zu Verwechselungen oder Fehlinterpretationen. Ein Beispiel für Gleichsetzung in einer Wappenbeschreibung: „8.) Wegen des Herzogthums Engern  im silbernen Feld drey rothe Seeblätter  oder  Schröterhörner.“.
Auch wird der Käfer mit seinen großen Zangen im Wappen als Wappentier genommen und die Tingierung erfolgt nach den Regeln der Heraldik. Oft sind die Zangen zum schwarzen Käferkörper abweichend, meistens in Gold, gefärbt, denn diese werden als Waffen aufgefasst.

## Einzelnachweis
1. ↑  Friedrich G. Leonhardi (Hrsg.): Erdbeschreibung der Churfürstlich- und Herzoglich-Sächsischen Lande. Joh. Phil. Haugs Witwe, Leipzig 1788, S. 54.